# Station Kobiór
Station Kobiór is een spoorwegstation in de Poolse plaats Kobiór.